# Atàxia
L' atàxia  (del grec  a- que significa 'negatiu' o 'sense' i  taxiā  que significa 'ordre') és un símptoma o malaltia que es caracteritza per provocar la descoordinació en el moviment de les parts del cos de qualsevol animal, inclòs l'ésser humà.